# Badmintonmeisterschaft von Sarawak 1958
Die Badmintonmeisterschaft 1958 von Sarawak fand in Kuching statt.

## Titelträger
| Disziplin    | Sieger                        |
| ------------ | ----------------------------- |
| Herreneinzel | Lim Khiok Seng                |
| Dameneinzel  | Jeannie Sim                   |
| Herrendoppel | Siem Leng Siew Lim Khiok Seng |
| Damendoppel  | Mary Ong Thelma G. Baird      |
| Mixed        | Pitani Manan Jeannie Sim      |